# Thanatus nitidus
Thanatus nitidus es una especie de araña cangrejo del género Thanatus, familia Philodromidae. Fue descrita científicamente por Logunov & Kunt en 2010.